# Жак Суотурс
Жак Суотурс (на френски: Jacques Swaters) е бивш пилот от Формула 1. Роден на 30 октомври 1926 г. в Брюксел, Белгия.

## Формула 1
Жак Суотурс прави своя дебют във Формула 1 в Голямата награда на Германия през 1951 г. В световния шампионат записва 8 състезания като не успява да спечели точки, състезава се за два отбора.